# Andalgalomys
Andalgalomys är ett släkte av däggdjur. Andalgalomys ingår i familjen hamsterartade gnagare.

## Beskrivning
Arterna når en kroppslängd (huvud och bål) av 8 till 14 cm och en svanslängd av 10 till 14 cm. Vikten varierar mellan 16 och 35 gram. Pälsen har på ovansidan en gulbrun färg med glest fördelade svarta hår och buken samt fötterna är vita. Öronen är ganska stora och täckt med fina hår. Även svansen bär hår och vid spetsen finns en tofs.
Dessa gnagare förekommer i Bolivia, Paraguay och norra Argentina. Habitatet utgörs av torra gräsmarker, buskskogar och öknar.
IUCN listar samma arter som Catalogue of Life och de klassificeras båda som livskraftig (LC).

## Systematik
Kladogram enligt Catalogue of Life:
| Andalgalomys | \| \| Andalgalomys olrogi \| \| \| \| \| \| Andalgalomys pearsoni \| \| \| \| |
|              | \| \| Andalgalomys olrogi \| \| \| \| \| \| Andalgalomys pearsoni \| \| \| \| |
|              | Andalgalomys olrogi                                                           |
|              |                                                                               |
|              | Andalgalomys pearsoni                                                         |
|              |                                                                               |

Enligt Wilson & Reeder (2005) finns ytterligare en art i släktet, Andalgalomys roigi.